# Liga Leumit 1980-1981
La Liga Leumit 1980-1981 è stata la 40ª edizione della massima serie del campionato israeliano di calcio.
Presero parte al torneo 16 squadre, che si affrontarono in un girone all'italiana con partite di andata e ritorno. Per ogni vittoria si assegnavano due punti e per il pareggio un punto.
Le ultime tre classificate sarebbero state retrocesse in Liga Artzit, dalla quale sarebbero state promosse le prime tre classificate.
Il torneo fu vinto, per la settima volta, a dodici anni dall'ultimo titolo nazionale, dall'Hapoel Tel Aviv.
Capocannoniere del torneo fu Hertzel Fitusi, del Maccabi Petah Tiqwa, con 22 goal.

## Squadre partecipanti
| Club                 | Città         |
| -------------------- | ------------- |
| Bnei Yehuda          | Tel Aviv      |
| Hapoel Be'er Sheva   | Be'er Sheva   |
| Hapoel Gerusalemme   | Gerusalemme   |
| Hapoel Haifa         | Haifa         |
| Hapoel Kfar Saba     | Kfar Saba     |
| Hapoel Petah Tiqwa   | Petah Tiqwa   |
| Hapoel Ramat Gan     | Ramat Gan     |
| H. Rishon LeZion     | Rishon LeZion |
| Hapoel Tel Aviv      | Tel Aviv      |
| Hapoel Yehud         | Yehud         |
| Maccabi Giaffa       | Giaffa        |
| Maccabi Netanya      | Netanya       |
| Maccabi Petah Tiqwa  | Petah Tiqwa   |
| Maccabi Ramat Amidar | Ramat Gan     |
| Maccabi Tel Aviv     | Tel Aviv      |
| Shimshon Tel Aviv    | Tel Aviv      |

## Classifica finale
|                     | Pos. | Squadra              | Pt | G  | V  | N  | P  | GF | GS | DR  |
| ------------------- | ---- | -------------------- | -- | -- | -- | -- | -- | -- | -- | --- |
| Campione di Israele | 1.   | Hapoel Tel Aviv      | 38 | 30 | 13 | 12 | 5  | 50 | 30 | +20 |
|                     | 2.   | Bnei Yehuda          | 35 | 30 | 11 | 13 | 6  | 38 | 27 | +11 |
|                     | 3.   | Maccabi Giaffa       | 34 | 30 | 12 | 10 | 8  | 43 | 35 | +8  |
|                     | 4.   | Maccabi Petah Tiqwa  | 33 | 30 | 12 | 9  | 9  | 49 | 39 | +10 |
|                     | 5.   | Shimshon Tel Aviv    | 33 | 30 | 11 | 11 | 8  | 32 | 26 | +6  |
|                     | 6.   | Hapoel Rishon LeZion | 32 | 30 | 9  | 14 | 7  | 25 | 18 | +7  |
|                     | 7.   | Hapoel Yehud         | 32 | 30 | 9  | 14 | 7  | 24 | 18 | +6  |
|                     | 8.   | Maccabi Tel Aviv     | 32 | 30 | 10 | 12 | 8  | 33 | 33 | 0   |
|                     | 9.   | Hapoel Gerusalemme   | 31 | 30 | 9  | 13 | 8  | 30 | 25 | +5  |
|                     | 10.  | Maccabi Netanya      | 30 | 30 | 9  | 12 | 9  | 31 | 30 | +1  |
|                     | 11.  | Hapoel Be'er Sheva   | 30 | 30 | 9  | 12 | 9  | 30 | 32 | -2  |
|                     | 12.  | Hapoel Petah Tiqwa   | 29 | 30 | 7  | 15 | 8  | 25 | 29 | -4  |
|                     | 13.  | Hapoel Kfar Saba     | 28 | 30 | 9  | 10 | 11 | 34 | 36 | -2  |
|                     | 14.  | Hapoel Haifa         | 26 | 30 | 8  | 10 | 12 | 30 | 44 | -14 |
|                     | 15.  | Maccabi Ramat Amidar | 25 | 30 | 7  | 11 | 12 | 21 | 30 | -9  |
|                     | 16.  | Hapoel Ramat Gan     | 12 | 30 | 3  | 6  | 21 | 15 | 58 | -43 |

## Verdetti
- Hapoel Tel Aviv campione di Israele 1980-1981
- Hapoel Haifa, Maccabi Ramat Amidar e Hapoel Ramat Gan retrocessi in Liga Artzit 1981-1982
- Maccabi Haifa, Beitar Tel Aviv e Beitar Gerusalemme promossi in Liga Leumit 1981-1982